# I'm Beside You
I'm Beside You också känd som I'm with You Sessions, är ett album utgivet av det amerikanska rockbandet Red Hot Chili Peppers. Albumet släpptes mellan augusti 2012 och augusti 2013 bland annat som nio olika vinylskivor liksom som en digital release. Albumet bestod av tidigare opublicerade låtar som skrevs i och med skapandet av albumet I'm with you. De olika vinylalbumens omslag utgjorde tillsammans en enhetlig bild och är skapad av konstnären Kelsey Brooks.

## Medverkande
- Anthony Kiedis – sång
- Flea – basgitarr
- Chad Smith – trummor
- Josh Klinghoffer – gitarr
- Rick Rubin – producent

Låtarna är skrivna av Red Hot Chili Peppers.